# Кунешов
Кунешов (словац. Kunešov) — село, громада округу Ж'яр-над-Гроном, Банськобистрицький край, центральна Словаччина, регіон Теков. Кадастрова площа громади — 23,63 км².
Населення 216 осіб (станом на 31 грудня 2017 року).

## Історія
Кунешов згадується в 1342 році.

## Географія
Протікає Козячий потік.

## Населення
| Рік:            | 1994. | 2004.   | 2014.   | 2024.    |
| --------------- | ----- | ------- | ------- | -------- |
| Кількість осіб: | 262   | 252     | 238     | 197      |
| Різниця:        |       | -3,81 % | -5,55 % | -17,22 % |

| Рік:            | 2023. | 2024.   |
| --------------- | ----- | ------- |
| Кількість осіб: | 203   | 197     |
| Різниця:        |       | -2,95 % |